# Johann Bernhard Braun
Johann Bernhard Braun (* 24. August 1794 in Hersfeld; † 27. Juli 1843 ebenda) war ein deutscher Unternehmer und Mitglied der kurhessischen Ständeversammlung.

## Leben
Johann Bernhard Braun entstammte der alteingessenen Hersfelder Tuchmacherfamilie Braun  und war ein Sohn des Kommerzienrats Johannes Braun (1760–1839) und dessen Ehefrau Anna Catharina Gutberlet (1761–1828).
Er übernahm das elterliche Geschäft und erhielt 1833 als gemäßigt Liberaler ein Mandat für den kurhessischen Landtag.
Dieser wurde nach den Unruhen im Jahre 1830 zum Zweck der Beratung und Verabschiedung einer Verfassung gebildet und hatte bis 1866 Bestand, als das Land Hessen durch Preußen annektiert wurde.
Braun hatte mit Henriette von Berville die Ehe geschlossen, aus der der Sohn August (1820–1879, Politiker) hervorging.